# Черепаха хрестогруда
Черепаха хрестогруда (Staurotypus triporcatus) — вид черепах з роду Велетенська мускусна черепаха родини Мулові черепахи. Інша назва «мексиканська мускусна черепаха».

## Опис
Загальна довжина досягає 40 см. Голова велика, товста. Карапакс куполоподібний, має 3 поздовжніх кіля. Лапи — перетинчасті. Черевний щит маленький і вузький, з'єднаний зі спинним міцної кістковою перетинкою.
Пластрон має коричневий, блідо-жовтий та блідо-сірий колір. Голова має світло-коричневий, зелено-коричневий, темно-коричневий візерунок. Хвіст сірий або чорний.

## Спосіб життя
Практично усе життя проводить у воді. Полюбляють, замулені місцини, болота. Харчується рибою, ракоподібними, молюсками, безхребетними, земноводними, фруктами та насінням.
Самиця відкладає до 16 яєць у яму, яку риє далеко від берега. За сезон може бути до 4 кладок.

## Розповсюдження
Мешкає на півдні Мексики, Белізі, північному сході Гватемали, у західному Гондурасі.